# Резекция
Резекция (на латински: resectio) е термин, използван в хирургията, обозначаващ частично или пълно отстраняване на тъкан или орган от тялото.
Причините за извършване на резекция са отстраняване на некротична или гангренозна тъкан. При труднозарастващи рани се опреснява раневия ръб с цел бързото им зарастване. Резекцкия се извършва и при тъкани и органи, увредени в резултат на огнестрелни, контузни и разкъсни рани, при които възстановяването на повредената тъкан е невъзможно. Това е широкоизползван метод при отстраняване на новообразувания от здравата част на тялото.
Инструментът, с който се извършва резекцията, се нарича скалпел. Отрязването на тъканта е съпроводено от кръвотечение, което в зависимост от съда, който го кръвоснабдява, бива обилно или по-слабо. Поради тази причина, успоредно с отрязването на тъканта, е необходимо да се вземат мерки за предотвратяване на кръвотечението.